# Pizzo Gaglianera
Il Pizzo Gaglianera (3.120 m s.l.m.) è una montagna delle Alpi dell'Adula nelle Alpi Lepontine. Si trova in Svizzera tra il Canton Ticino ed il Canton Grigioni.

## Descrizione
La montagna si trova a nord del Passo della Greina e ad ovest del Piz Vial. Si può salire sulla vetta partendo dalla Capanna Scaletta e passando per il Passo della Greina.